# Příběh dvou měst
Příběh dvou měst (1859, A Tale of Two Cities) je historický román anglického spisovatele Charlese Dickense. Děj se odehrává v Londýně a Paříži v období před a během Velké francouzské revoluce. Román vycházel nejprve od dubna do listopadu roku 1859 na pokračování v časopise All the Year Round a v tom samém roce byl vydán knižně. Příběh románu vychází z divadelní hry Wattse Phillipse The Dead Heart (1857, Mrtvé srdce), což vedlo dokonce k obviňování Dickense z plagiátorství. Jedná se o druhý autorův historický román. Stal se velmi populárním, byl adaptován pro divadlo a rozhlas, vznikla podle něho opera a několik muzikálů, byl také mnohokrát zfilmován a často je uváděn jako největší bestseller všech dob.
Dickens, inspirován četbou knihy The French Revolution (1834, Francouzská revoluce) svého současníka, skotského historika Thomase Carlylea, líčí v knize francouzskou revoluci jako spravedlivou odplatu za zkaženost a ohavné činy francouzské aristokracie, ale zároveň jako zběsilou a krvavou revoltu pařížského davu, plnou násilností a poprav. Paříž je popsána jako místo naprosté zhýralosti a posléze i absurdní nelidskosti, proti čemuž je postavena důstojnost poněkud idealizovaného Londýna, i když jsou zobrazeny také jeho stinné stránky. Revoluční scény jsou plné brutálních až sadistických obrazů, zobrazujících hněv dříve utlačovaných. Například tančení karmaňoly fanatickým davem je popsáno jako strašlivý démonický rej.

## Obsah románu
Dickens rozdělil svůj román do tří částí. První z nich, Recalled to Life (Vrácen životu) se odehrává roku 1775, druhá, The Golden Thread (Zlatá nit), v letech 1780 až 1792, a třetí The Track of a Storm (Tudy šla bouře) roku 1792 až 1793.

### Vrácen životu

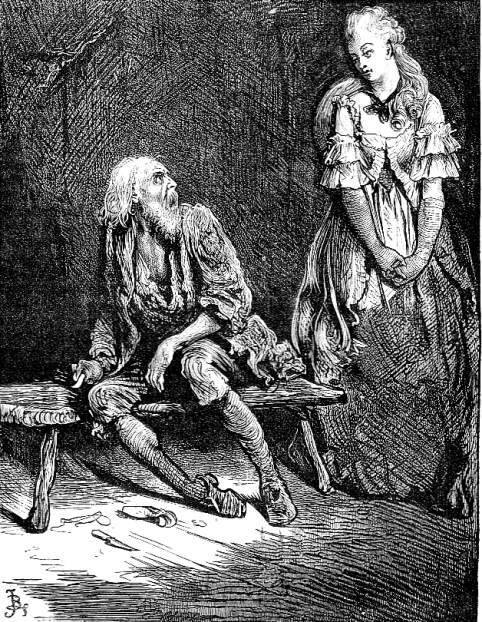
Doktor Manette a jeho dcera Lucie, ilustrace Freda Barnarda z roku 1870.

Román je uveden působivou Dickensovou charakteristikou doby, ve které se odehrává. „Byly to časy ze všech nejlepší, byly to časy ze všech nejhorší, byl to věk moudrosti, byl to věk pošetilosti, byl to čas světla, byl to čas temnoty, bylo to jaro naděje, byla to zima beznaděje“.
Vlastní příběh začíná tím, že roku 1775 postarší úředník Tellsonovy banky Jarvis Lorry obdrží od poslíčka banky Jerryho (Jeremiaha) Crunchera zprávu o propuštění doktora Manneta z Bastily, ve které strávil osmnáct let. Lorry je Mannetův dávný přítel. Informuje proto jeho dceru, sedmnáctiletou Lucii Manettovou, že její otec nezemřel, jak se domnívala, ale že byl již před jejím narozením uvězněn. Nyní je propuštěn a žije u svého bývalého sluhy Defargeho, který má s manželkou Thérèse v Paříži vinárnu.
Lorry odjede s Lucií, s její guvernantkou slečnou Prossovou a s Cruncherem do Francie, aby si Manneta odvezli domů do Londýna. Naleznou jej v malém podkroví nad vinárnou, kde tráví většinu času výrobou bot – dovedností, které se naučil ve vězení a která se pro něj stala posedlostí. Manette byl původně doktor, ale dlouhé vězení se podepsalo na jeho duševním zdraví. Je sotva schopen konverzace a nikoho nepoznává. U Lucie si však nakonec všimne podobnosti s její matkou, po které má modré oči a dlouhé zlaté vlasy. Lorry a Lucie ho vezmou zpět do Anglie.

### Zlatá nit
Tato část románu se symbolicky jmenuje podle Lucie Mannetové, která má zlaté vlasy jako její matka a která spojuje téměř každou postavu v knize. Dickens o tom píše, že Lucie „pilně přede zlatou nit, jež je všechny spojovala“.

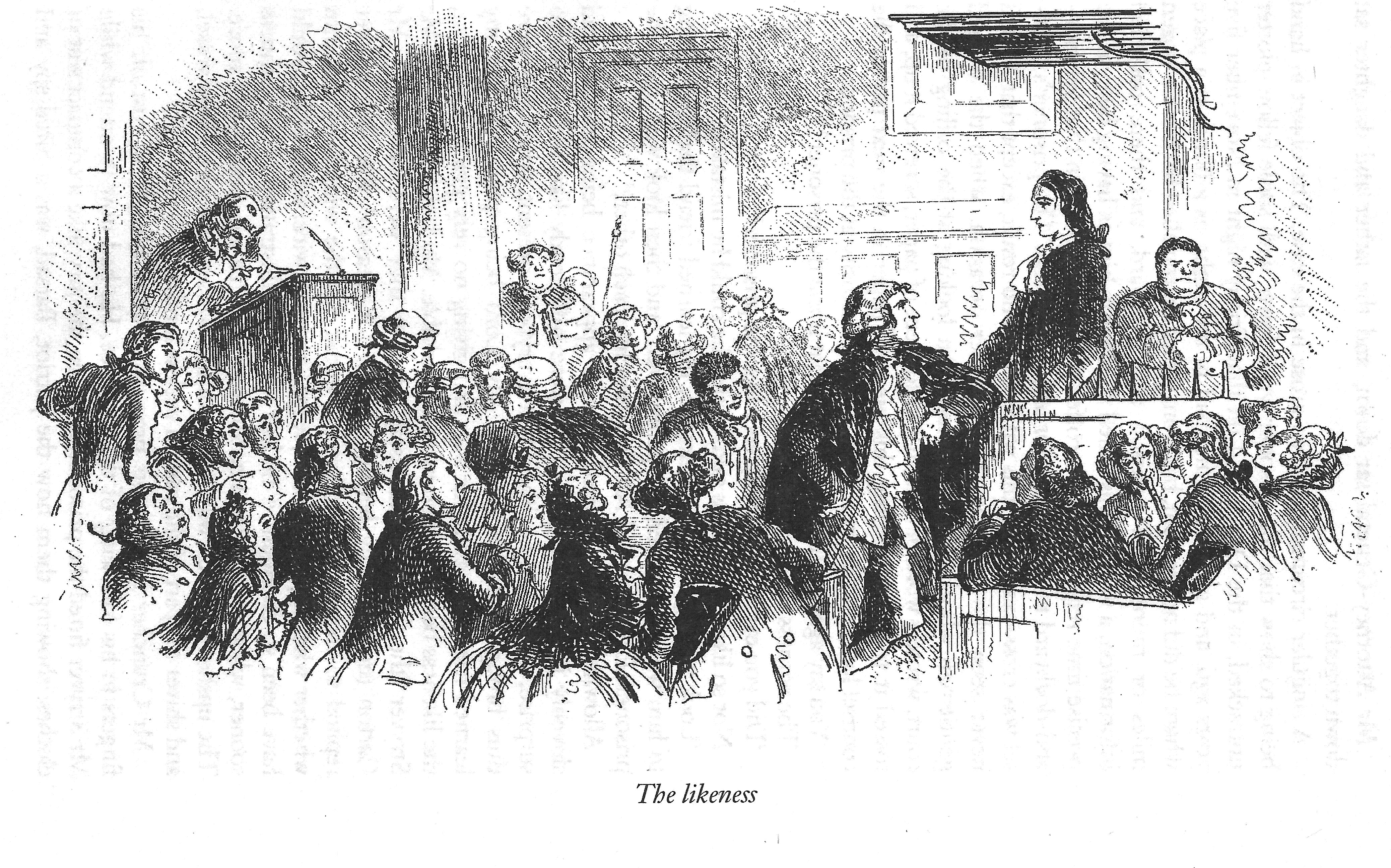
Soud s Charlesem Darnayem v Londýně, ilustrace Hablota Knighta Browna z roku 1859.

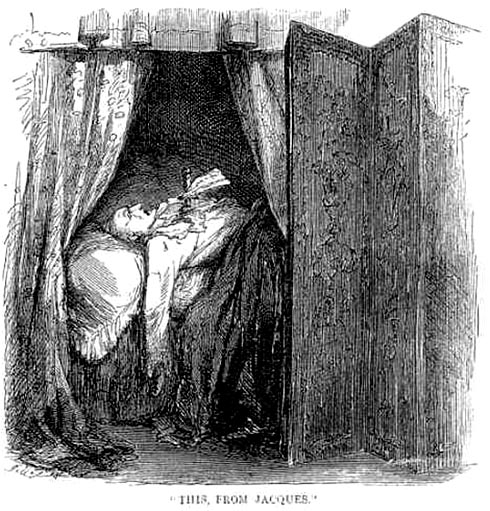
Vražda markýze Evrémonda, ilustrace Johna McLenana z roku 1859.

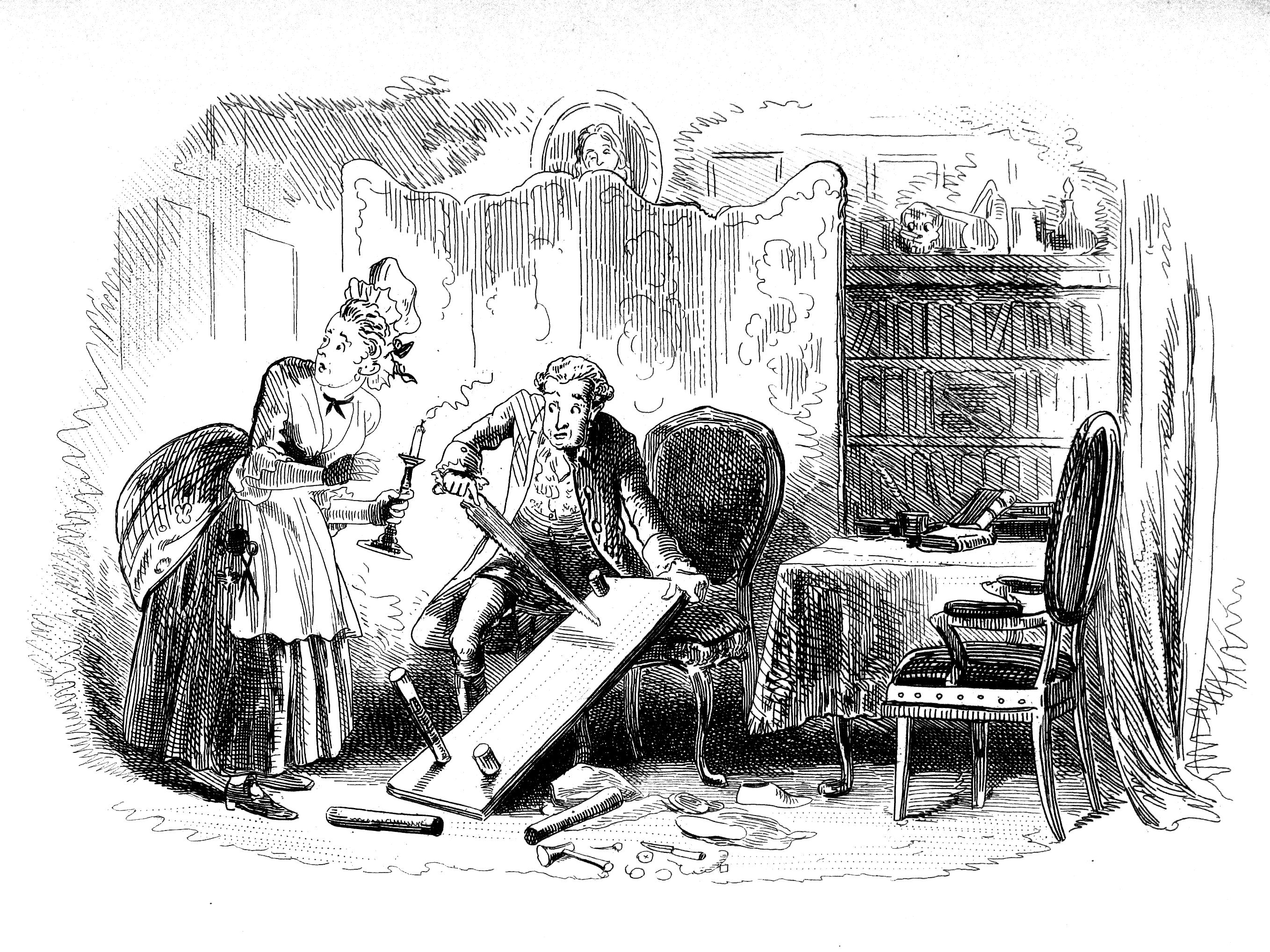
Slečna Prossová a Jarvis Lorry ničí obuvnické nástroje doktora Manneta, ilustrace Hablota Knighta Browna z roku 1859.

Roku 1780 je v londýnském Old Bailey souzen francouzský emigrant Charles Darnay za velezradu proti britské koruně. Hlavní svědci obžaloby, dva britští udavači John Barsad a Roger Cly, o něm tvrdí, že předal Francouzům informace o britských jednotkách v Severní Americe.
U soudu musí vypovídat i Lucie Mannetová, která se s Darmayem setkala na lodi, kterou se roku 1785 vracela s otcem do Anglie. Při křížovém výslechu svědků obhájcem obžalovaného, advokátem Stryverem, tvrdí Barsard, že by Darnayho kdykoliv a kdekoliv poznal. Stryver mu ukáže svého kolegu, advokáta Sydneyho Cartona, který se tak podobá Darnayovi, že Barsad připustí, že oba muži vypadají téměř stejně. Díky tomuto znevěrohodnění svědků je Darnay osvobozen.
Ve Francii cestuje pyšný a nenáviděný markýz Evrémonde z Paříže na venkov. Jeho kočár jede tak bezohledně rychle přeplněnými pařížskými ulicemi, že zabije dítě rolníka Gasparda. Markýz, který prostým lidem naprosto pohrdá, mu hodí minci, aby mu nahradil ztrátu. Po příjezdu na svůj venkovský zámek se setká se svým synovcem a dědicem Darnayem, který, znechucen svou aristokratickou rodinou, odhodil své skutečné příjmení Evrémonde a poangličtil si rodné příjmení své matky. Darnay markýzi sděluje, že po něm odmítá dědit. V noci je markýz zavražděn Gaspardem, který se na zámek dostal tak, že se ukryl ve spodku kočáru. Na noži, kterým ho probodl, zanechal vzkaz „Rychle ho dopravte do hrobky“, jako odkaz na jeho bezohlednou jízdu, která způsobila smrt jeho malého dítěte. Poté, co byl Gaspar rok v úkrytu, je nalezen, zatčen a popraven.
Uplynulo asi dvanáct měsíců. Darnay se stal v Anglii domácím učitelem. Již od svého soudu je zamilován do Lucie Mannetové a požádá jejího otce o její ruku. Chce mu prozradit své skutečné jméno, ale doktor Manette ho požádá, aby mu je sdělil až v den svatby. Lucii miluje také Sydney Carton, který žije zhýralým životem, aniž by využíval svou vysokou inteligenci. Je si vědom, že Lucie jeho lásku nebude opětovat, a slibuje jí, že je člověkem, který je schopen jakékoliv oběti pro ní a pro ty, kteří jsou jí drazí. Lucii by si chtěl vzít také domýšlivý a ambiciozní advokát Stryver, ale Jarvis Lorry mu to rozmluví.
Ráno před svatbou Darnay odhalí doktorovi Mannetovi své skutečné jméno. To jím otřese natolik, že po odjezdu novomanželů na svatební cestu se vrátí ke svému obsedantnímu obuvnictví. Před jejich návratem se mu vrátí zdravý rozum, celý incident je před Lucií utajen a Jarvis Lorry se slečnou Prossovou zničí obuvnické nástroje, které si s sebou přivezl doktor Manette z Paříže.
Rodina Lucie a Charlese Darnayho žije klidným životem. Mají spolu syna, který umírá v dětství, a dceru Lucii. Jarvis Lorry najde u Darnayů druhý domov a rodinu. Carton je navštěvuje, je přijímán jako blízký přítel rodiny a stává se zvláštním oblíbencem malé Lucie. Stryver si vezme bohatou vdovu se třemi dětmi a stává se ještě nesnesitelnějším, jak se jeho ambice začínají realizovat.
V červenci roku 1789 pomáhá Defarge vést útok na Bastilu, symbol královské tyranie. Vstoupí do bývalé cely doktora Manetta a důkladně ji prohledá. Je to člověk, který opravdu věří v principy revoluce a je mnohem umírněnější než někteří ostatní revolucionáři. Jeho manželka Thérèse se však mění v pomstychtivou a krvežíznivou ženu. Po celé krajině jsou představitelé aristokracie i jejich úředníci zabíjeni. Zámek Evrémonde je vypálen do základů.
Roku 1792 dostane Darnay dopis s prosbou o pomoc od bývalého služebníka jeho strýce Gabelleho, který byl ve Francii uvězněn a hrozí mu trest smrti za to, že údajně pracoval ve prospěch emigranta Darnayho, ačkoliv podle jeho příkazů jednal ve prospěch lidu. Darnay se proto okamžitě vydá do Paříže.

### Tudy šla bouře

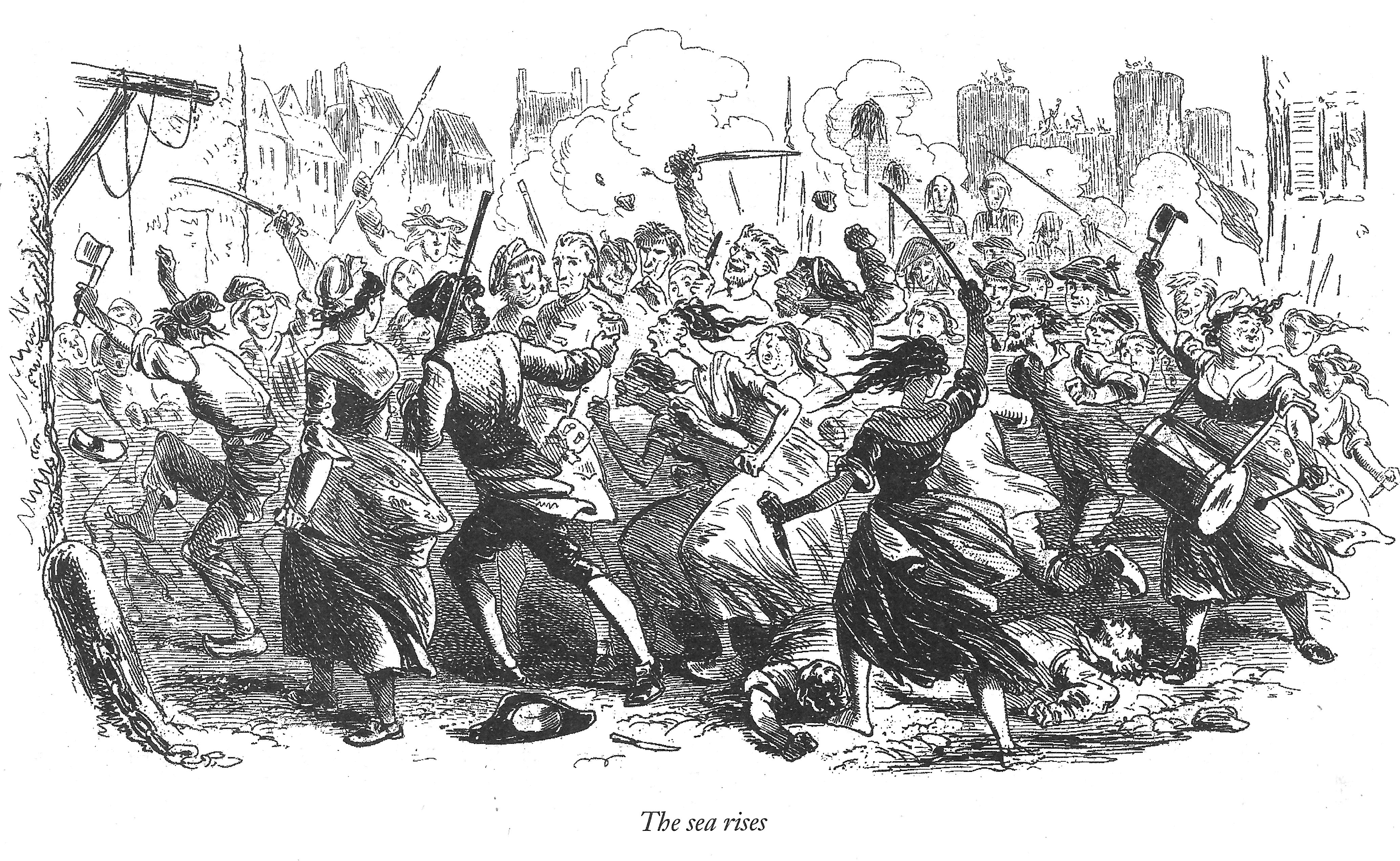
Běsnící pařížský dav, ilustrace Hablota Knighta Browna z roku 1859.

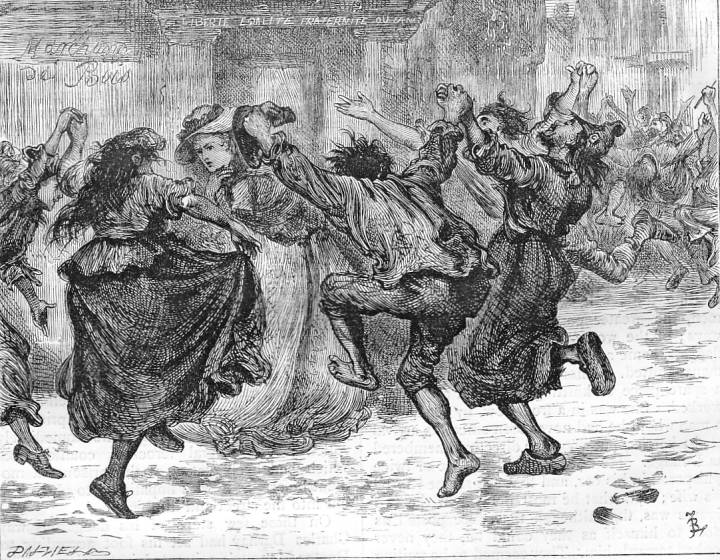
Karmaňola. ilustrace Freda Barnarda z roku 1870.

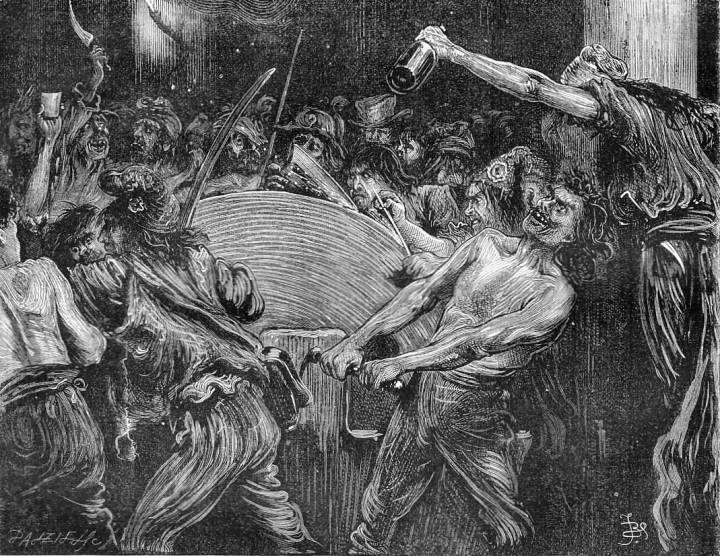
Brus, ilustrace Freda Barnarda z roku 1870.

Po příjezdu do Francie je Darnay okamžitě zatčen a převezen do vězení La Force. Hrozí mu trest smrti jen proto, že je emigrant a původem aristokrat. Doktor Manette, Lucie s dcerou a slečna Prossová cestují do Paříže, a společně s panem Lorrym, který již v Paříži vyřizuje nějaké záležitosti pro Tellsonovu banku, se snaží Darnayho zachránit. Během svého pobytu v Paříži je Lucie svědkem děsivých scén, jako je tančení karmaňoly fanatickým davem nebo broušení zkrvavených seker, nožů, dýk a bodáků rozběsněných „revolucionářů", připomínajících zvířata.
Uplyne rok a tři měsíce a Darnay je konečně postaven před soud. Doktor Manette, považovaný pro své uvěznění v Bastile za hrdinu, svědčí u soudu ve prospěch Darnaye. V jeho prospěch svědčí i mezitím propuštěný Gabelle. Darnay je osvobozen, ale jen proto, aby byl ještě ten den na základě obvinění Defargeho a jeho ženy znovu zatčen a souzen. U soudu jsou jako žalobci jmenováni nejen Defargeovi, ale i doktor Manette, který je tím zděšen. Defarge jednak identifikuje Darnayho jako synovce mrtvého markýze Evrémonda a jednak předloží soudu dopis z roku 1767, který našel při prohlídce Mannetovy cely v Bastile, na který Manette dávno zapomněl. V dopise Manette popisuje příčinu svého uvěznění. Darnayův otec a strýc jej nechali uvěznit proto, aby nemohl nahlásit jejich zločin proti jedné rolnické rodině, který se stal roku 1757. Darnayův strýc toužil po jedné venkovské mladé ženě. Společně se svým bratrem ženu unesl a pak ji znásilnil. Žena pak přes snahu doktora Manetta, který k ní byl zavolán, zemřela. Když se to dozvěděl její otec, zemřel na selhání srdce. Evrémondové následně zavraždili ženina manžela i bratra, který však před smrtí dokázal před nimi ukrýt svou mladší sestru. Poté, co doktor Manette odmítl úplatek za své mlčení, byl bratry Evrémondy uvězněn. Přesto, že se Darnay dávno vzdal svého jména a dávno odmítl urážlivé a zločinné činy svého rodu, je odsouzen k smrti a převezen do Conciergerie, aby zde počkal na svou zítřejší popravu.

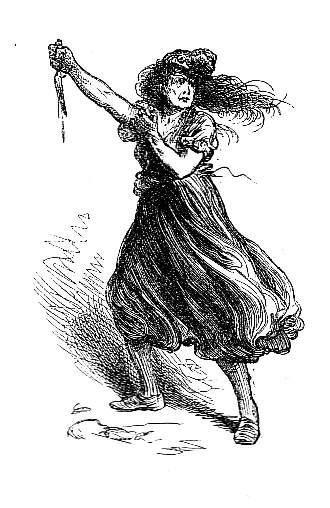
Thérèse Defargeová, ilustrace Freda Barnarda z roku 1870.

Na své pochůzce se slečna Prossová náhodou setká se svým dávno ztraceným bratrem Solomonem, který pracuje jako žalářník v Conciergerie. Sydney Carton, který den předtím přijel do Paříže, v něm pozná Barsada, jednoho z udavačů, kteří se pokusili obvinit Darnaye za zradu při jeho soudu v roce 1780. Carton kdysi zjistil, že poslíček Jerry Cruncher se živí také dodáváním mrtvol z hrobů lékařům a že mu v této nekalé činnosti pomáhá Barsad alias Solomon. Carton pohrozí Solomomovi, že jej udá pro vykrádání hrobů revolučnímu soudu, pokud mu nepomůže s jeho plánem na osvobození Darnaye. Doktor Manette zase slibuje, že jistě najde v Paříži někoho, kdo jim pomůže.
Při své návštěvě Defargeovy vinárny zaslechne Carton Thérèse Defargeovou, jak mluví o svých plánech na usmrcení Lucie i její malé dcery. Carton zjistí, že Thérèse Defargeová je přeživší sestra rolnické rodiny, kterou zničili Evrémondové. Nenávidí proto Evrémondy tak, že chce každého, kdo do této rodiny patří, zahubit.
V noci se vrátí doktor Manette domů naprosto rozrušený z toho, že celý den marně hledal někoho, kdo by mu pomohl se záchranou Darnayova života, a upadne do posedlého hledání svých obuvnických nástrojů. Carton vidí, že musí svůj plán na osvobození Darnaye realizovat a naléhá na Lorryho, aby s Manettem, Lucií a s její dcerou uprchl z Paříže. Zároveň jej požádá, aby odjeli, jakmile se k nim přidá. Současně dá Lorrymu svoje doklady.
V noci před popravou propašuje Solomon Cartona do vězení k Darnayovi. Carton využije toho, že je Darnaymu velice podobný, uspí jej a vymění si s ním šaty. Solomon pak spícího Darnaye přestrojeného za Cartona vynese z vězení do kočáru, kde na něj čeká Lorry s jeho rodinou. Všem se pak podaří uprchnout do Anglie.

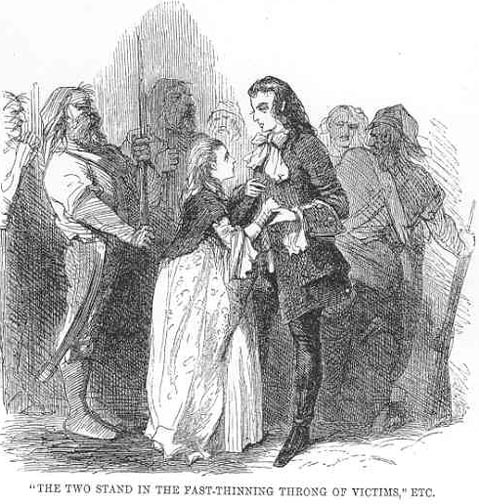
Carton a švadlenka, ilustrace Johna McLenana z roku 1859.

Mezitím jde Thérèse Defargeová vyzbrojená dýkou a pistolí do Manettova sídla v naději, že Lucii s dcerou zatkne a zařídí, aby byly obě popraveny. Najde tam jen slečnu Prossovou, která se za uprchlíky má vydat později. Mezi ženami dojde k potyčce, při které pistole Thérèse Defargeové vystřelí a zabije jí. Výstřel těsně u hlavy slečny Prosové způsobí, že natrvalo ohluchne.
Román končí popravou Cartona, který tak splní svůj slib, že je schopen pro Lucii jakékoliv oběti. Když společně s ostatními odsouzenými čeká na káru, která jej odveze na popraviště, osloví ho švadlenka, která byla s Darnaym uvězněná v La Force a která je rovněž odsouzena k smrti. Když ho uvidí zblízka, zjistí pravdu. Ohromena jeho nesobeckou odvahou a obětavostí žádá, aby se mohla držet jeho ruky, že jí to dodá odvahu. Po příjezdu ke gilotině, jejíž sekera neustále stoupá a padá, ji Carton utěšuje a říká jí, že jejich konce budou rychlé a že se znovu sejdou v lepší končině, kde najdou milosrdné útočiště.
Poslední nevyslovené myšlenky Cartona jsou prorocké. Vidí, jak dlouhá řada nových utlačovatelů hyne tím samým nástrojem, pod který poslali tolik nevinných lidí. Vidí, jak se mu dostává posvěceného místa v srdcích těch, za které položil svůj život, i v srdcích jejich potomků. Myslí si: „To co nyní dělám, je mnohem lepší, než co jsem kdy dělal; odcházím za spočinutím mnohem a mnohem lepším, než jaké jsem kdy poznal.“

## Adaptace

### Film a televize

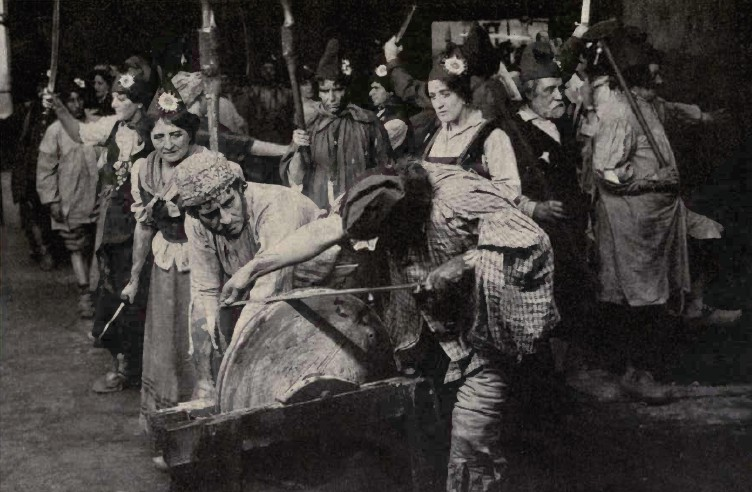
Záběr z filmu A Tale of Two Cities z roku 1911.

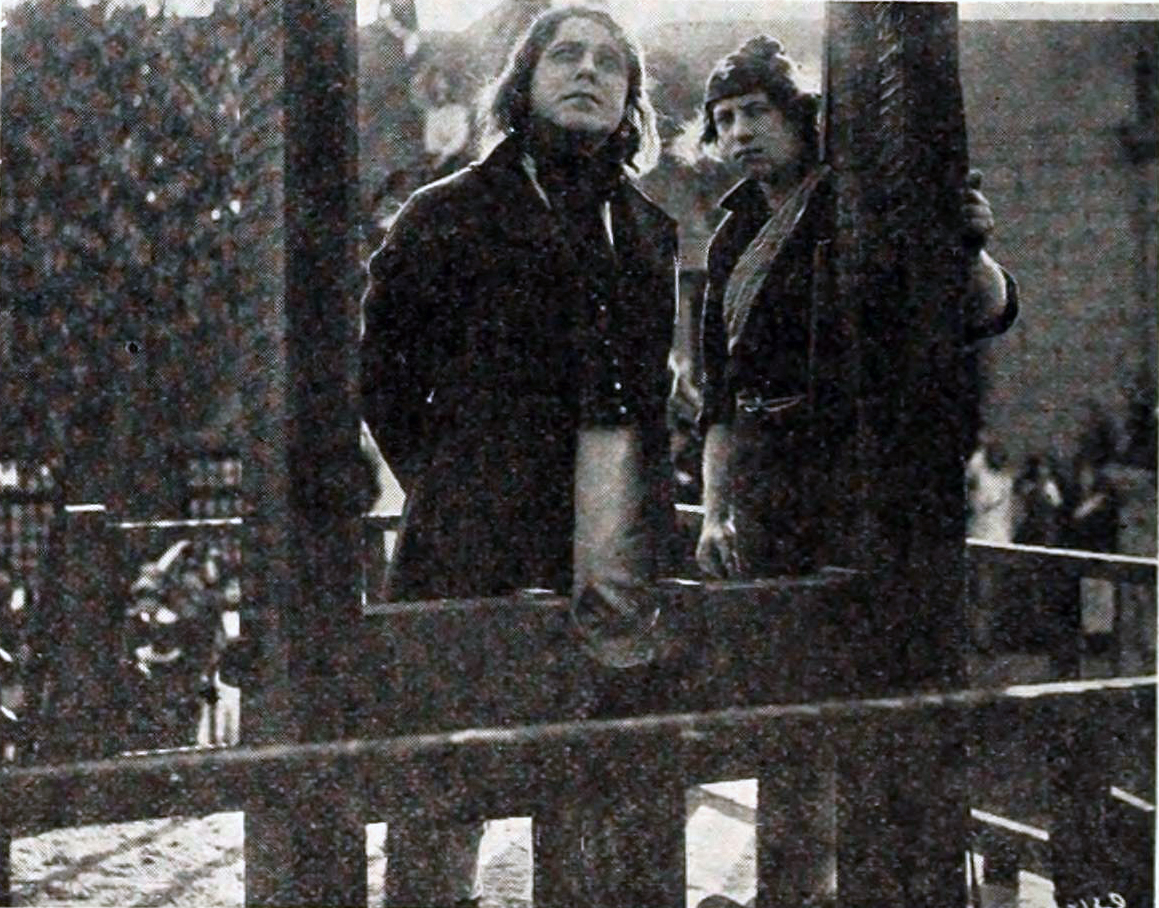
Záběr z filmu A Tale of Two Cities z roku 1917.

- A Tale of Two Cities (1911), americký němý film, režie William J. Humphrey.
- A Tale of Two Cities (1917), americký němý film, režie Frank Lloyd.
- A Tale of Two Cities (1922), britský němý film, režie Walter Courtney Rowden.
- The Only Way (1927, Jediná cesta), britský němý film, režie Herbert Wilcox, adaptace stejnojmenné divadelní hry Freemana Willse a Fredericka Longbridgeho, založené na románu.
- A Tale of Two Cities (1935), americký film, režie Jack Conway.
- A Tale of Two Cities (1953), britský dvoudílný televizní film, režie Dick Darley.
- A Tale of Two Cities 1957), britský osmidílný televizní seriál.
- A Tale of Two Cities (1958), britský film, režie Ralph Thomas.
- A Tale of Two Cities (1958), americký televizní film, režie Robert Mulligan.
- A Tale of Two Cities 1965), britský desetidílný televizní seriál, režie Joan Craft.
- A Tale of Two Cities (1980), britský osmidílný televizní seriál, režie Michael E. Briant.
- A Tale of Two Cities (1980), americký televizní film, režie Jim Goddard.
- A Tale of Two Cities (1984), australský animovaný film.
- A Tale of Two Cities (1989), britský dvoudílný televizní film.

### Divadlo
- The Only Way (1899, Jediná cesta), jihoafrická divadelní adaptace románu od Freemana Willse a Fredericka Longbridgeho.[8]
- A Tale of Two Cities (2014), divadelní adaptace Mika Poultona.
- A Tale of Two Cities (2017), divadelní adaptace Matthewa Dunstera.

### Komiks

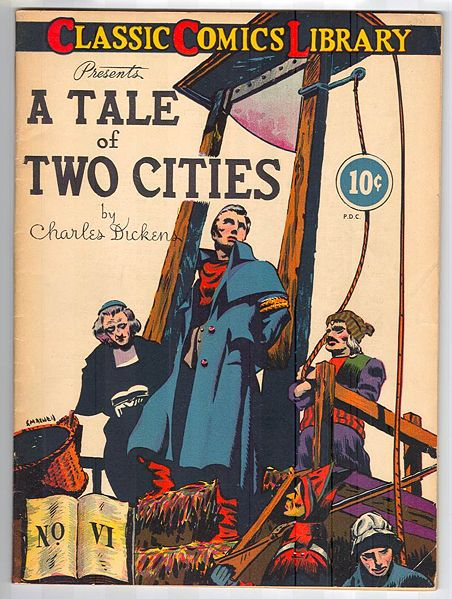
Obálka komiksu A Tale of Two Cities z roku 1942.

- A Tale of Two Cities (1942), komiks ze serie Classic Comics, adaptace Evelyn Goodman, kresby Stanley Maxwell Zuckerberg.[9]

### Rozhlas
- A Tale of Two Cities (1938), The Mercury Theatre on the Air, v hlavní roli Orson Welles.[10]
- A Tale of Two Cities (1945), Lux Radio Theatre, v hlavní roli Orson Welles.
- A Tale of Two Cities (1950), BBC, rozhlasová adaptace neuvedené hry Terence Rattigana a Johna Gielguda z roku 1935.
- A Tale of Two Cities (1989), BBC Radio 4.
- A Tale of Two Cities (2011), BBC Radio 4.[11]
- A Tale of Two Cities: Aleppo and London (2019), BBC Radio 4, děj byl převeden do moderní doby do Londýna a válkou postiženého Aleppa.[12]

### Hudba
- A Tale of Two Cities (1950) opera australského skladatele Arthura Benjamina.
- Two Cities (1968), muzikál, amerického skladatele Jeffa Wayna.
- A Tale of Two Cities (1998), muzikál amerického skladatele Davida Pomeranze
- Two Cities (2006), muzikál anglického skladatele Howarda Goodalla, jehož děj byl převeden do období ruské revoluce v roce 1917 a odehrává se v Londýně a v Petrohradě.
- A Tale of Two Cities (2007), muzikál amerického skladatele Jilla Santoriella.

## Česká vydání
- Román dvou měst, Praha: Grosman a Svoboda 1903, přeložil O. S. Vetti.
- Příběh dvou měst, Praha: SNKLU 1954, přeložil Zdeněk Urbánek.
- Příběh dvou měst, Praha: LIKA KLUB 2011, přeložil Zdeněk Urbánek.